# بی‌امان (فیلم ۱۹۸۹)
بی‌امان (به انگلیسی: Relentless) یک فیلم جنایی و دلهره‌آور آمریکایی محصول سال ۱۹۸۹ به کارگردانی ویلیام لوستیگ با بازی جاد نلسن، رابرت لوجا و لئو روسی است. این فیلم دو افسر لس آنجلس را دنبال می‌کند که در حال تعقیب یک قاتل زنجیره‌ای هستند.
این فیلم اولین فیلم از مجموعه چهار فیلمی بود که لئو روسی در نقش کارآگاه سام دیتز در تلاش برای متوقف کردن یک قاتل زنجیره‌ای بود. سه دنباله همگی در سه سال متوالی از سال ۱۹۹۲ تا ۱۹۹۴ فیلمبرداری و منتشر شدند.
در راتن تومیتوز این فیلم بر اساس نقدهای ۶ منتقد، ۳۳٪ تأیید شده‌است.